# Rongchang

Lage des Kreises Rongchang im Gebiet von Chongqing

Der Kreis Rongchang (chinesisch 荣昌区, Pinyin Róngchāng Qū) ist ein Stadtbezirk der regierungsunmittelbaren Stadt Chongqing in der Volksrepublik China. Er hat eine Fläche von 1.079 km². Bei Volkszählungen in den Jahren 2000 und 2010 wurden in Rongchang 659.556 bzw. 661.253 Einwohner gezählt.